# Маццола, Ферруччо
Ферруччо Маццола (итал. Ferruccio Mazzola; 1 февраля 1945, Турин — 7 мая 2013, Рим) — итальянский футболист и тренер. Сын Валентино Маццолы и младший брат Сандро Маццолы.

## Карьера игрока
Выступал в молодёжном составе «Интернационале». В течение ряда сезонов играл в футбольных клубах «Венеция» и «Лацио». В составе «Лацио» выиграл чемпионат Италии 1973/1974.

## Карьера тренера
Закончил футбольную карьеру в 1977 году, тренировал команды «Сиена» (1984—1985) и «Венеция» (1987—1988).